# Van der Hoopstraat

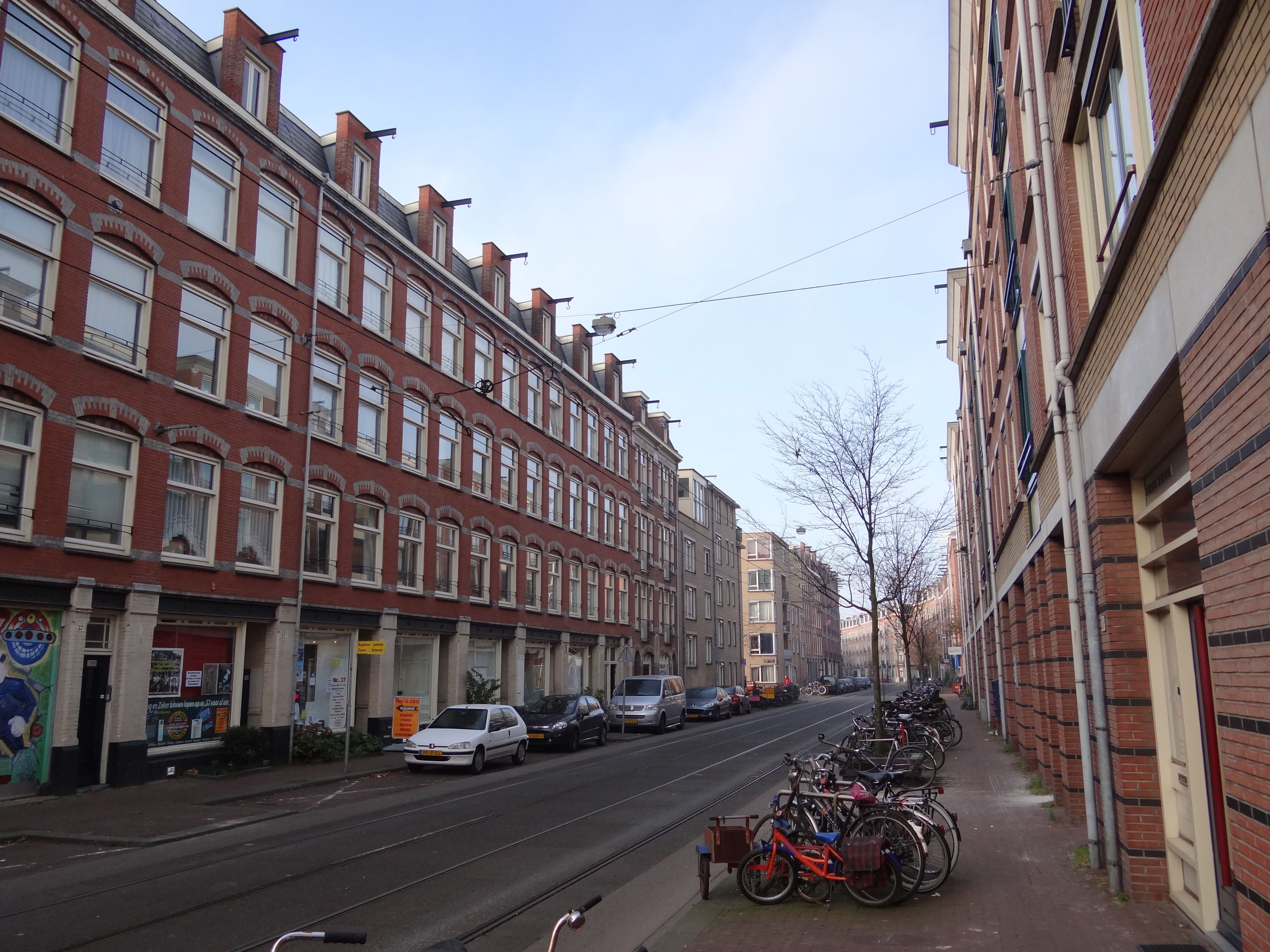
Van der Hoopstraat in 2011

De Van der Hoopstraat is een straat in de Staatsliedenbuurt in Amsterdam-West. De Van der Hoopstraat loopt van het Van Hogendorpplein via het Van Limburg Stirumplein tot aan de Van Hallstraat.
De straat kreeg zijn naam in 1888 en werd vernoemd naar Joan Cornelis van der Hoop (1742-1825). In de omgeving zijn ook andere straten vernoemd naar staatslieden.
Sinds 1910 reed tramlijn 14 door de Van der Hoopstraat. In 1942 werd lijn 14 opgeheven en nam tramlijn 10 zijn plaats in.